# Баялович, Петар
Петар Баялович (серб. Петар Бајаловић; 27 мая 1876, Шабац, Княжество Сербия — 14 апреля 1947, Белград, Югославия) — сербский архитектор.

## Биография

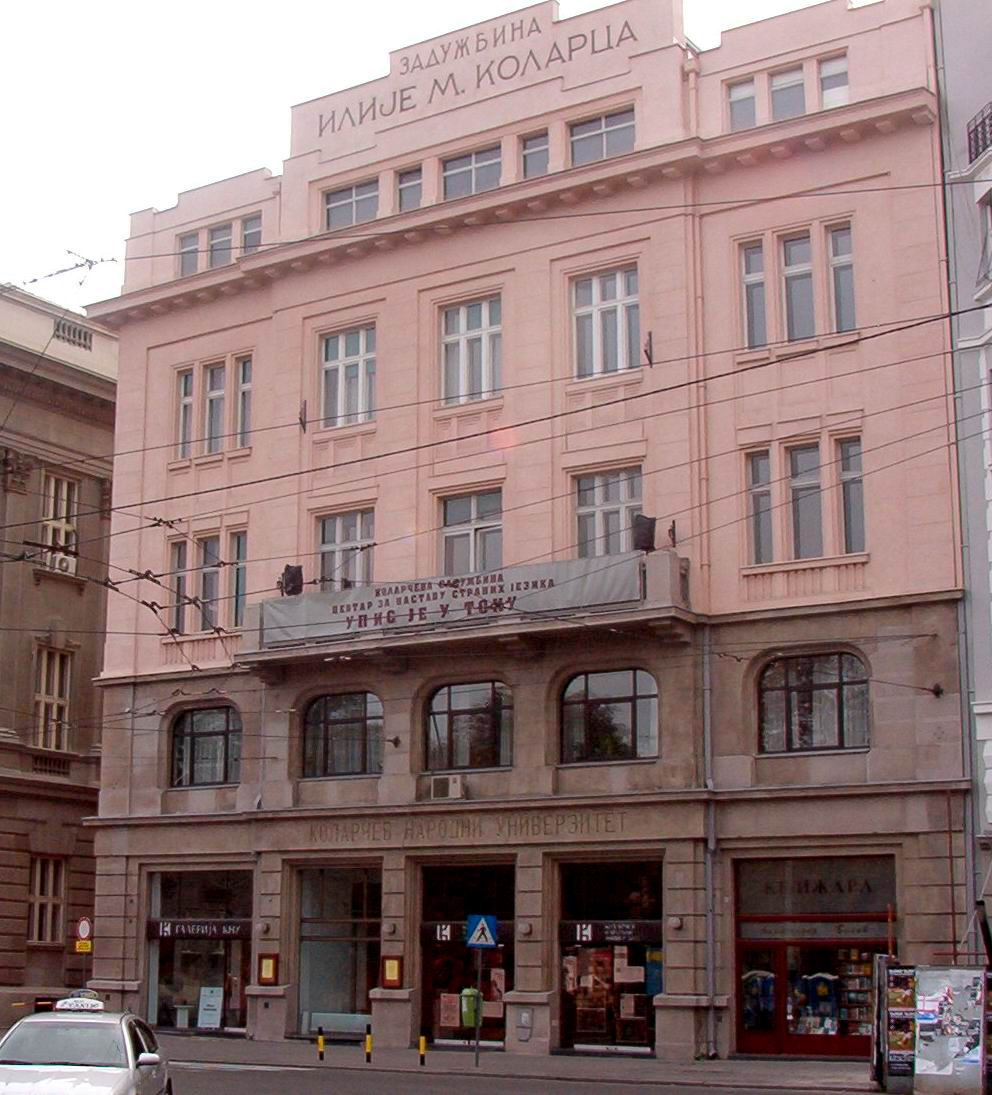
Дом пожертвований Ильи М. Тачка

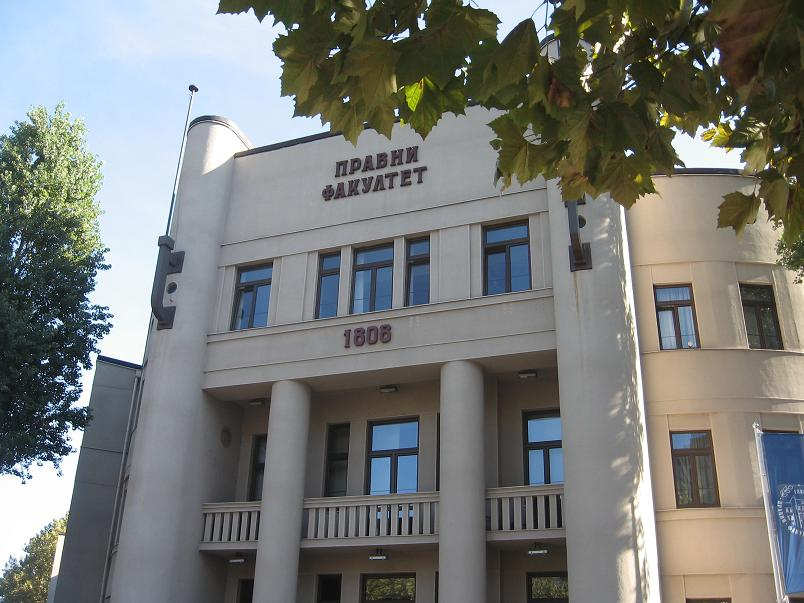
Здание юридического факультета

Баялович происходил из старинной белградской фамилии. Его дед, Петар Бахало, приехал в Белград из города Мостар около 1815 года, а в 1842 г. построил семейный дом на улице Гаврила Принципа (снесен во время бомбардировки Белграда союзниками в 1944 г.). Хотя, он родился в Шабаце, где его отец временно работал профессором, Петар Баялович закончил среднюю школу в Белграде, после чего поступил на инженерный факультет в Белграде, и Политехникум при Техническом колледже в Карлсруэ.
С 1906 г. до самой смерти он был профессором Начертательной геометрии на Техническом факультете в Белграде, где проявил себя как отличный педагог.
Он создал павильон Королевства Сербии на международной выставке в Риме в 1911 году.

## Работы
Он разработал и выполнил:
- Сербский павильон на Международной выставке в Риме (1911—1912 гг.),
- Проживание в монастырях Каленич и Любостиня ,
- Здание юридического факультета в Белграде ,
- Национальный университет Коларча в Белграде,
- Дом Свети Сава в Белграде, Кара Душана 11,
- Здание Общества Святого Саввы в Белграде,
- Дом Михайло Петровича Аласа в Белграде,
- Музыкальная школа «СТАНКОВИЧ» в Белграде,
- «Студенческий дом» в Белграде (сегодня Музыкальная школа «МОКРАНЯЧ»),
- Дом Павле Матича в Белграде, который в сентябре 2016 г. года, с разрешения Института охраны памятников культуры Белграда, снесен.
- Дом Николы Крстича в Белграде.